# .to
‎.to‏ دامنه اینترنتی کشور تونگا (در اقیانوس آرام) است.